# In aller Freundschaft
In aller Freundschaft (Cu toată prietenia) este un film serial german, care este transmis din 1998 pe postul TV, ARD. Acțiunea are loc în spitalul „Sachsenklinik“ din Leipzig. Până în prezent serialul a avut 501 episoade, filmul durează în medie 44 de minute fiind transmis de obicei marți seara.

## Distribuția
- Thomas Rühmann - Dr. Roland Heilmann
- Jutta Kammann - 	Ingrid Rischke
- Dieter Bellmann -  Prof. Dr. Gernot Simoni
- Hendrikje Fitz - 	Pia Heilmann
- Ursula Karusseit - Charlotte Gauß
- Alexa Maria Surholt - Sarah Marquardt
- Andrea-Kathrin Loewig - Dr. Kathrin Globisch
- Uta Schorn - Barbara Grigoleit
- Arzu Bazman - Arzu Ritter
- Thomas Koch - Dr. Philipp Brentano
- Cheryl Shepard - Dr. Elena Eichhorn
- Bernhard Bettermann - Dr. Martin Stein
- Rolf Becker - Otto Stein
- Udo Schenk - Dr. Rolf Kaminski
- Michael Trischan - Hans-Peter Brenner
- Karsten Kühn - Jakob Heilmann
- Heidemarie Wenzel - Eva Globisch
- Lutz Schäfer - Dr. Christian Schäfer
- Doris Kunstmann - Hildegard Marquardt
- Henriette Zimmeck - Marie Stein
- Astrid M. Fünderich - Katja Marquardt
- Max Gertsch - Dr. Frank Lorenz

## Actori ocazionali
După anii în care au jucat diferite roluri în serial.
| - Herbert Köfer (1998) - Simon Licht (1999) - Heinrich Schafmeister (2000) - Gojko Mitic (2001) - Luci van Org (2002) - Otto Mellies (2002) - Günter Pfitzmann (2002) - Fritz Wepper (2003) - Dieter Thomas Heck (2003) - Bernd Herzsprung (2003) - Axel Schulz (2003) - Michael Lesch (2003) - Annekathrin Bürger (2003) - Johannes Heesters (2003) - Brigitte Mira (2004) - Michaela Schaffrath (2004) - Katharina Schubert (2005) - Ramona Leiß (2005) - Hans Clarin (2005) - Kai Ivo Baulitz (2006) - Heinz Rudolf Kunze (2007) - Dana Golombek (2007) - Sabine Kaack (2007) - Bernhard Brink (2008) | - Dirk Galuba (2008) - Gerd Baltus (2008) - Jürgen von der Lippe (2009) - Dieter Hallervorden (2010) - Achim Wolff (2010) - Petra Kleinert (2010) - Maria Bachmann (2010) - Jochen Senf (2010) - Rainer Hunold (2010) - Jan Sosniok (2010) - Horst Janson (2010) - Gerd Baltus (2010) - Bernd Michael Lade (2010) - Dana Golombek (2010) - Simon Licht (2010) - Guildo Horn (2010) - Katharina Schubert (2010) - Willi Herold (2010) - Bernd Stegemann (2010) - Ingeborg Krabbe (2010) - Gojko Mitic (2010) - Uwe Friedrichsen (2010) - Katharina Schubert (2010/2011) - Udo Kroschwald (2011) | - Axel Pape (2011) - Egon Hofmann (2011) - Lea Eisleb (2011) - Therese Hämer (2011) - Fiona Coors (2011) - Henning Peker (2011) - Ronald Nitschke (2011) - Herbert Köfer (2011) - Kai Ivo Baulitz (2011) - Luise Bähr (2011) - Daniel Friedrich (2011) - Petra Zieser (2011) - Arndt Schwering-Sohnrey (2011) - Christian Schmidt (2011) - Raphael Vogt (2011) - Robert Glatzeder (2011) - Julia Jäger (2011) - Caroline Scholze (2011) - Theresa Scholze (2011) - Judith Richter (2011) - Sarah Alles (2011) |

## Distincții
- 2002 Brisant Brillant
- 2002 Osgar
- 2008 Goldene Henne